# 3432 Кобусізава
3432 Кобусізава (3432 Kobuchizawa) — астероїд головного поясу, відкритий 7 березня 1986 року.
Тіссеранів параметр щодо Юпітера — 3,105.